# Vasile Aciobăniței
Vasile Aciobăniței (n. 27 de abril de 1924, Valea Grecului, condado de Vaslui) es un escultor rumano.

## Biografía
En 1948, a los 24 años, se matriculó en el Instituto de Bellas Artes de Iasi, donde ingresó con la máxima calificación. Aquí continuó sus estudios durante los dos primeros años de la universidad, bajo la dirección del maestro Ion Irimescu. Sin embargo en 1950, el instituto se disolvió.
Debido a esto, posteriormente, se trasladó al Instituto de Bellas Artes Nicolae Grigorescu en Bucarest, donde tuvo como maestros a los escultores Cornel Medrea y Constantin Baraschi.
En 1951, cuando era estudiante de cuarto año, le ofrecieron estudiar en Leningrado. Habiendo recibido para ello la aprobación de la oficina del decano y la UASR e iba a recibirla de la organización del partido. Sin embargo fue denunciado por un colega, Gabriel Covanski, quien lo acusó de ser legionario. A esta denuncia se sumó la acusación de pertenecer a una organización subversiva de Iași, que se denominaba "2 más 1". En la noche del 15 al 16 de octubre de 1951, fue detenido por la seguridad de Bucarest, junto con otros dos colegas: Bostan y Bujoreanu. Fue investigado en Bârlad, Galați e Iași, e inicialmente fue condenado a muerte por "conspiración contra el orden social", sentencia que fue conmutada por una pena de prisión severa, de la que cumplió dos años, hasta el 20 de septiembre de 1953, cuando fue conmutada por arrestos domiciliarios obligatorios. Lo cierto es que, a los 16 años, se entusiasmó, como otros jóvenes, con los discursos de Corneliu Zelea Codreanu, pero nunca fue miembro activo o colaborador del Movimiento. 
Después de salir de la cárcel, para mantenerse, trabajó durante dos años en el Teatro Nacional de Bucarest. Continuó sus estudios después de cuatro años de sufrimiento y trabajo duro, logrando terminar la universidad en 1958.
Aunque tuvo dificultades para destacar como escultor, Vasile Aciobăniței ha participado, desde que se graduó, en todas las exposiciones organizadas en Bucarest.
Después de 1989, se comprobó que una red de falsificadores, organizada por Radu Lucian Stanciu, habría puesto en el mercado piezas atribuidas a Constantin Brâncuși, que en realidad serían groseras falsificaciones. En un momento, las sospechas también se dirigieron a Vasile Aciobăniței, un epígono de Brancusi de la comitiva de Stanciu.

## Obras
Vasile Aciobăniței debutó bajo los axiomas del realismo socialista, tras lo cual se especializó en la realización de bustos monumentales cuya ubicación ideal es el espacio público. A partir de la década de 1970, su estilo se mueve en el ámbito de lo figurativo, procesando tipologías brâncuși como "Beso", "Alegoría", adoptando un primitivismo similar. El mundo popular fue un tema significativo, un mundo que será simbolizado por medios alegóricos. 

## Participación en exposiciones
- En 1974 organiza una exposición personal, con 20 obras de mármol y piedra, en la Sala "Simeza".
- A esto le siguió la participación en la exposición de escultura rumana en Moscú, en 1976, con Melosul Popular I.
- En 1977-78 tuvo una exposición personal con 22 obras en mármol, bronce y piedra, en la Sala "Eforie" de Bucarest.
- Entre 1975-85, participó regularmente en la exposición en Vaslui, titulada "Hijos de las tierras Vaslui".
- En 1977, abrió una exposición personal en Huși.
- En 1979 expuso en Alemania, en Herrenberg, Böblingen y Sindelfingen.
- En 1981 expone en París.

## Esculturas
- Busto de Alexandru Ioan Cuza de Huși en piedra blanca. Se encuentra en el parque frente a la escuela secundaria “Cuza Vodă” y es la creación del escultor Hussein Vasile Aciobăniței. Fue inaugurado en 1959, realizado de forma clásica y colocado sobre un monumental pedestal de hormigón.[4]
- Busto de Mihail Kogălniceanu de Huși en piedra blanca. Se encuentra frente a la Escuela de Agricultura “Dimitrie Cantemir”, en la calle Mihail Kogălniceanu y es obra del escultor Vasile Aciobăniței de Hussein. Fue presentado en 1959 y está hecho de forma clásica. Con una altura de 1,40 m, se coloca sobre un pedestal de hormigón en cuyo frontis está escrito: “Mihail Kogălniceanu, 1817-1891”.
- La fuente de la paz, Piatra Neamț, 1962
- El busto de Calistrat Hogaș, Piatra Neamț, 1963;
- El busto de Ion Creangă, Bacău, Slănic-Moldova, 1964;
- Mihai Eminescu, Slănic-Moldova, 1965;
- El busto de George Enescu, Bacău, 1967;
- Canción popular, Bucarest, 1968;
- Busto del Dr. Petru Groza, Băcia (Hunedoara), 1973.
- El pastor (piedra), el campamento de esculturas de Măgura, 7ª edición de 1976.[5]